# Thomas Hagan

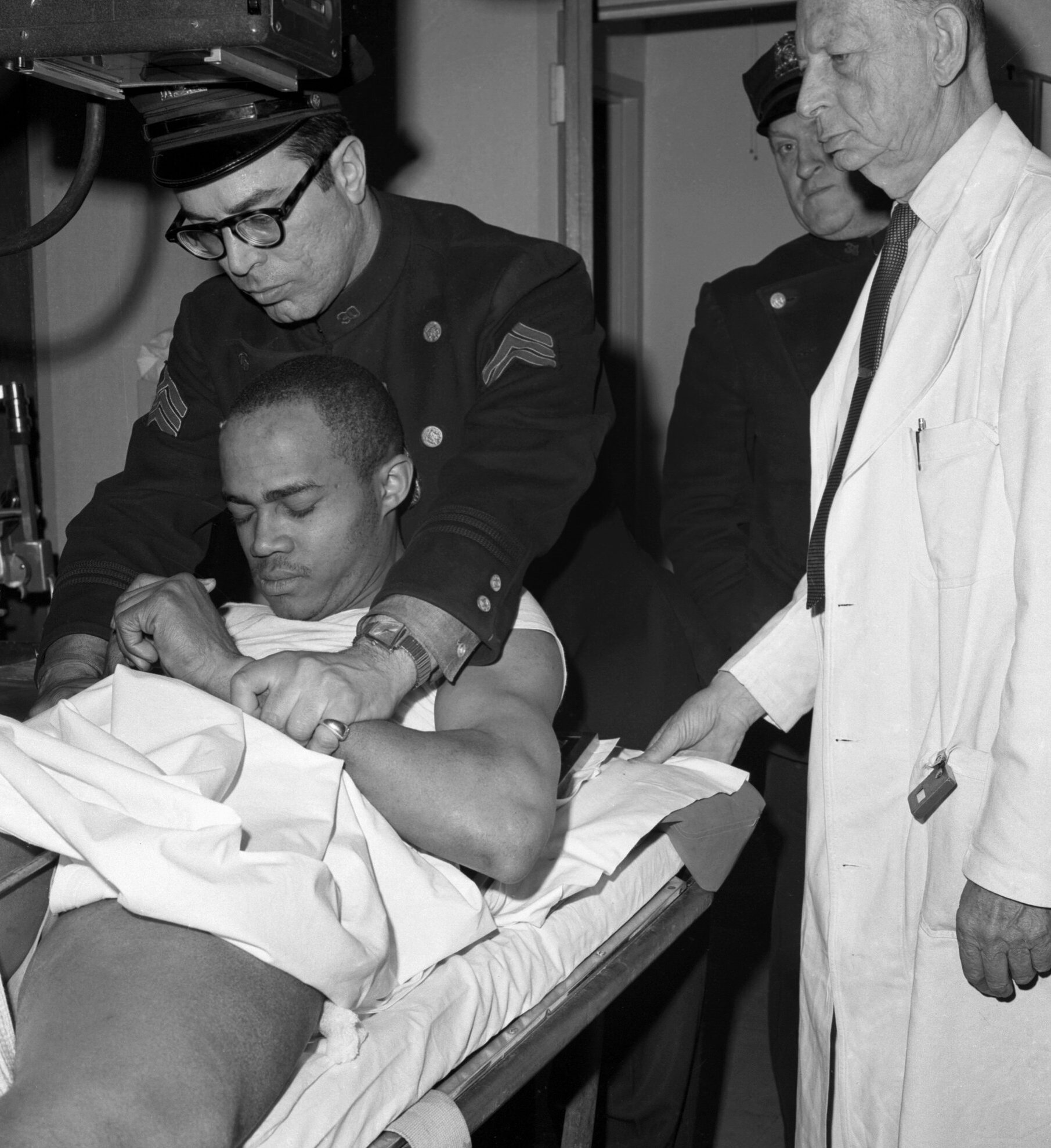
Thomas Hagan wird in der Notaufnahme des Jewish Memorial Hospital, in die er nach dem Attentat auf Malcolm X eingeliefert wurde, von Polizeisergeant Alvin Aronoff festgehalten.

Thomas Hagan (* 16. März 1941) ist ein ehemaliges Mitglied der Nation of Islam und einer der Mörder von Malcolm X. Er nannte sich zeitweise auch Talmadge Hayer, und sein angenommener islamischer Name ist Mujahid Abdul Halim.

## Ermordung von Malcolm X
Als Malcolm X am 21. Februar 1965 während eines Auftritts im Audubon Ballroom in Washington Heights von drei Attentätern erschossen wurde, verhaftete die Polizei Hagan direkt am Tatort. Hagan gestand die Tat, bestritt jedoch, dass seine beiden zu einem späteren Zeitpunkt verhafteten Mitangeklagten Thomas Johnson (Khalil Islam) und Norman Butler (Muhammad Abd Al-Aziz) an der Tat beteiligt gewesen waren.
In einem Affidavit von 1977 erklärte Hagan, dass er die Ermordung von Malcolm X mit vier Komplizen, zu denen seine Mitangeklagten nicht gehörten, geplant hatte, um Vergeltung für dessen Kritik an Elijah Muhammad zu üben. Zum Tathergang sagte er aus, dass einer seiner Komplizen zunächst als Ablenkungsmanöver einen Streit angezettelt hatte, um die Aufmerksamkeit von Malcolm X Leibwächtern auf sich zu ziehen. Daraufhin trat dann ein Mann mit einer abgesägten Schrotflinte an Malcolm X heran und feuerte ihm in die Brust, anschließend schossen dann noch Hagan selbst und ein weiterer Komplize mehrmals mit Handfeuerwaffen auf den sterbenden Malcolm X.

## Späteres Leben
Hagan wurde, wie auch seine beiden Mitangeklagten, 1966 für seine Beteiligung an der Ermordung von Malcolm X zu einer Haftstrafe von 20 Jahren bis lebenslang verurteilt. Während seiner Inhaftierung absolvierte er einen Bachelor- und später auch einen Master-Studiengang. In seiner 45-jährigen Haftzeit stellte er insgesamt 16 vergebliche Anträge auf Bewährung, Butler und Johnson hingegen wurden bereits 1985 beziehungsweise 1987 auf Bewährung entlassen. Allerdings konnte Hagan seit 1988 an einem „work release“-Programm teilnehmen, dieses ermöglichte ihm, einer normalen Arbeit außerhalb des Gefängnisses nachzugehen und er musste sich nur zwei Tage pro Woche im Gefängnis aufhalten. Den restlichen Teil der Woche durfte er bei seiner Frau und seinen Kindern wohnen. In dieser Zeit arbeitete er unter anderem für die Crown Heights Youth Collective, als counselor (Berater) für ein Obdachlosenasyl auf Wards Island und in einem Fast-Food-Restaurant. Am 3. März 2010 wurde schließlich einem erneuten Antrag auf Bewährung stattgegeben und infolgedessen wurde Hagan dann Ende April aus der Haft entlassen. Hagan ist weiterhin ein praktizierender Muslim, die Nation of Islam jedoch hat er verlassen und lehnt deren Ideologie heute ab. Ebenso bedauert er heute seine damalige Beteiligung an der Ermordung von Malcolm X.

## Darstellung in der Kunst
In Spike Lees Film Malcolm X (1992) wird Hagan von  Giancarlo Esposito dargestellt.